# Charles Roberts
Pour les articles homonymes, voir Roberts.
Charles Henry Roberts (22 août 1865-25 juin 1959) est un homme politique libéral radical britannique . 

## Jeunesse
Il est le fils du révérend Albert James Roberts, vicaire de Tidebrook, Sussex et Ellen Wace de Wadhurst, Sussex et fait ses études au Marlborough College et au Balliol College, Oxford . 
Il est membre de l'Exeter College d'Oxford, où il enseigne de 1889 à 1895. 

## Carrière
Il est le candidat libéral pour Wednesdaybury aux élections générales de 1895 et de Lincoln en 1900. Il est élu au Parlement pour Lincoln aux élections générales de 1906 et réélu aux deux élections en 1910. 
Il sert sous Herbert Henry Asquith en tant que Sous-secrétaire d'État à l'Inde de 1914 à 1915. Il est ensuite nommé contrôleur de la Maison et président du Comité national mixte d'assurance maladie de 1915 à 1916. 
Il perd son siège en 1918 lorsque le gouvernement de coalition donne l'investiture à son adversaire unioniste, mais est revenu brièvement à la Chambre des communes en 1922 quand il est élu pour Derby. Cependant, il perd ce siège aux élections générales de 1923 et s'est retiré de la politique nationale. 
Il s'est ensuite engagé dans l'industrie à Cumberland, en rouvrant des mines et en ouvrant des briqueteries et des carrières. Il s'est également impliqué dans l'agriculture. De 1938 à 1958, il est président du Conseil du comté de Cumberland et de la branche de Cumberland de la National Farmers 'Union. Il a également présidé la Aborigines Protection Society. Il est président du Comité agricole de guerre de Cumberland, 1939-1947. Il est juge de paix à Cumberland de 1900 à 1950 et vice-président des sessions trimestrielles de Cumberland jusqu'en 1950 . 

## Vie privée
Le 7 avril 1891, il épouse Lady Cecilia Maude Howard, fille de George Howard (9e comte de Carlisle) . Ils ont un fils et deux filles. 
- Rosa Winifred Roberts (en) (1893–1981), artiste qui épouse le peintre anglais Ben Nicholson.
- Wilfrid Roberts (en) (1900–1991), un député libéral [4]

Lady Cecilia est décédée en 1947. Roberts est décédé le 25 juin 1959. 